# Čarencavan
Čarencavan (arménsky Չարենցավան) je město v provincii Kotajk v Arménii. Při sčítání lidu v roce 2011 v něm žilo přes dvacet tisíc obyvatel.

## Poloha
Čarencavan leží na břehu Hrazdanu, přítoku Araksu v povodí Kury. Od Jerevanu, hlavního města Arménie, je vzdálen přibližně pětadvacet kilometrů severně.

## Dějiny
Město bylo založeno v roce 1948 z iniciativy Sovětského svazu pro stavitele a pracovníky Argelské vodní elektrárny na Hrazdanu dokončené v roce 1953. Jeho původní jméno bylo Lusavan, přejmenováno k poctě spisovatele Jeghiše Čarence bylo v roce 1967.

## Sport
Do roku 1993 působil ve městě fotbalový klub FC Muš Čarencavan.